# Rozhledna Na Oklikách
Rozhledna Na Oklikách je vyhlídkový altán východně od města Ivančice v okrese Brno-venkov.
Rozhledna se nachází ve svahu údolí řeky Jihlavy, nad skalními útvary, které jsou známé pod jménem Okliky. Původně zde byl postaven dřevěný vyhlídkový gloriet, který vznikl v roce 1911 zásluhou Okrašlovacího spolku. V roce 1938 byl nahrazen betonovým vyhlídkovým altánkem, jehož autorem je, podobně jako u nedaleké rozhledny Alfonse Muchy, Miloš Navrátil. Z rozhledny Na Oklikách je výhled především do údolí Jihlavy směrem k Ivančicím a částečně ke Stříbskému mlýnu a na protější zalesněný masiv Rény.
Rozhledna je volně přístupná, vede kolem ní červená turistická značka.